# Saint-Franc
Saint-Franc är en kommun i departementet Savoie i regionen Auvergne-Rhône-Alpes i sydöstra Frankrike. Kommunen ligger i kantonen Les Échelles som tillhör arrondissementet Chambéry. År 2022 hade Saint-Franc 155 invånare.

## Befolkningsutveckling
Antalet invånare i kommunen Saint-Franc
| Referens: INSEE |